# Park Sung-bae
Park Sung-bae (kor. 박성배; * 11. Januar 1969) ist ein ehemaliger südkoreanischer Badmintonspieler.

## Karriere
Park Sung-bae nahm 1988 an den Olympischen Sommerspielen teil. Badmintonwettkämpfe wurde bei diesen Spielen noch im Rahmen einer Vorführsportart ausgetragen. Park gewann dabei Bronze im Herreneinzel. Im Jahr zuvor hatte er die Canada Open gewonnen. Bei den Weltmeisterschaften 1985 und 1987 schied er dagegen jeweils in den ersten Runden aus. Im Jahr zwischen den Welttitelkämpfen erkämpfte er sich Bronze bei den Asienspielen.

## Sportliche Erfolge
| Saison | Veranstaltung     | Disziplin        | Platz    | Name          |
| ------ | ----------------- | ---------------- | -------- | ------------- |
| 1985   | Weltmeisterschaft | Herreneinzel     | 1. Runde | Park Sung-bae |
| 1986   | Asienspiele       | Herrenmannschaft | 1.       | Park Sung-bae |
| 1986   | Asienspiele       | Herreneinzel     | 3.       | Park Sung-bae |
| 1987   | Canada Open       | Herreneinzel     | 1.       | Park Sung-bae |
| 1987   | US Open           | Herreneinzel     | 1.       | Park Sung-bae |
| 1987   | Weltmeisterschaft | Herreneinzel     | 2. Runde | Park Sung-bae |
| 1988   | Olympia           | Herreneinzel     | 3.       | Park Sung-bae |